# كوليت سلطانا
كوليت سلطانا (بالإنجليزية: Colette Sultana)‏ هي لاعبة الاسكواش بريطانية ومالطية، ولدت في 25 يونيو 1995 في كامبريدج في المملكة المتحدة.

## وصلات خارجية
- كوليت سلطانا على موقع الاتحاد الدولي لمحترفي الاسكواش (مؤرشف) (الإنجليزية)
- كوليت سلطانا على موقع SquashInfo.com (الإنجليزية)